# Cárcel Real de Sevilla

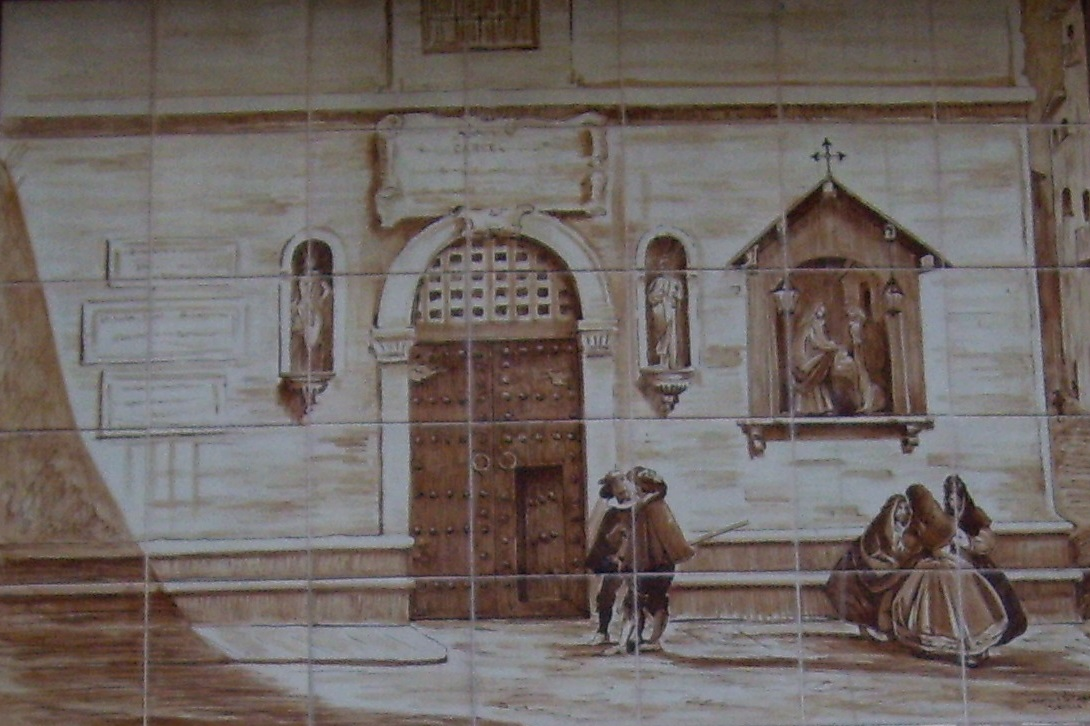
Foto del azulejo que hay en donde se encontraba la antigua Cárcel Real de Sevilla. Se muestra cómo era la Cárcel en el reproduciendo un cuadro de Gonzalo de Bilbao.

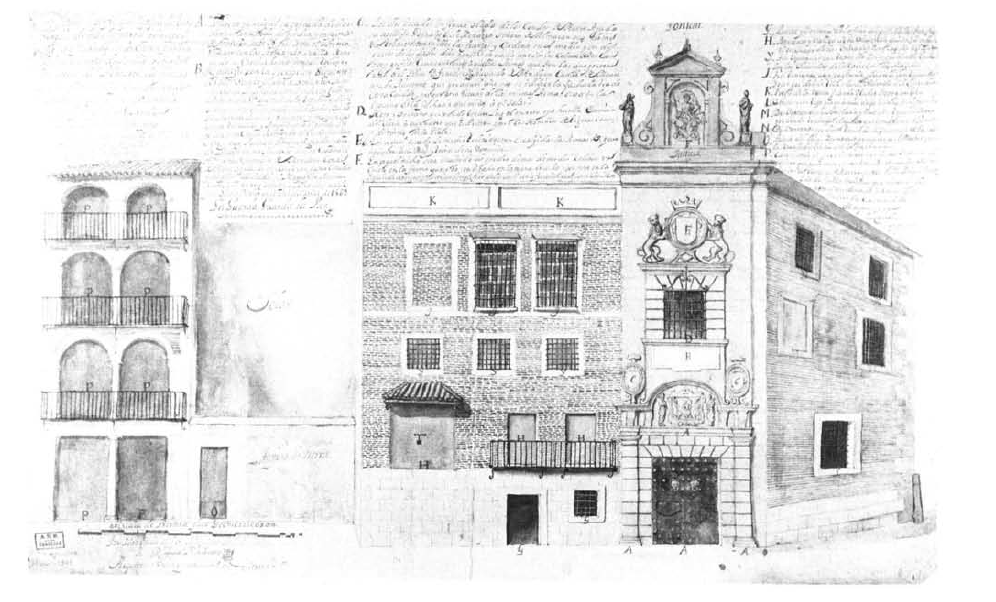
Fachada de la Cárcel Real de Sevilla hacia la Calle Sierpes. Plano de Juan Navarro datado en 1716.

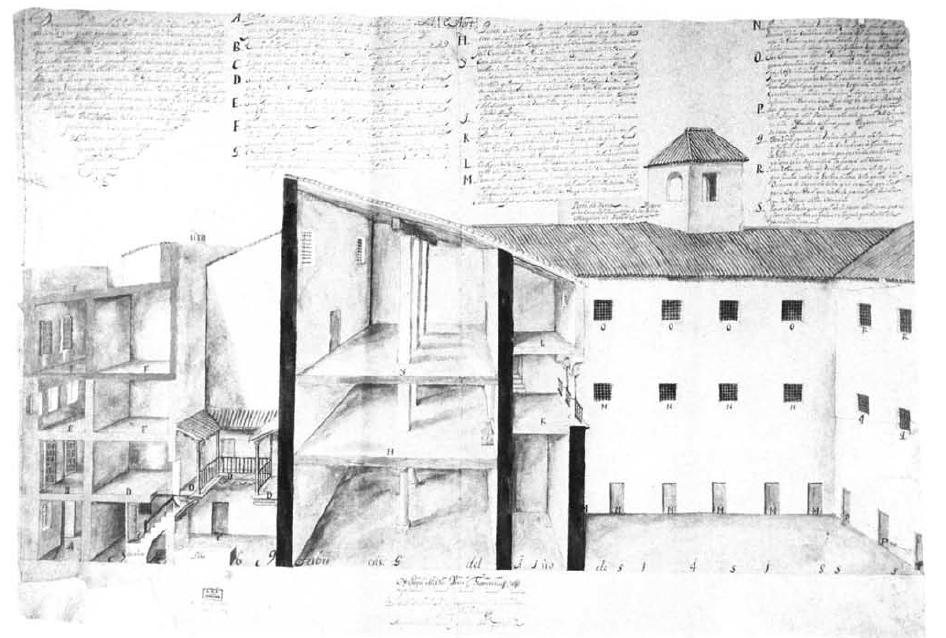
Parte interior de la Cárcel Real. La cárcel disponía de tres plantas en una zona en torno a un gran patio central y otra parte con cuatro plantas junto a un patio más pequeño. Plano de Juan Navarro datado en 1716.

La Cárcel Real de Sevilla se encontraba en un edificio medieval en la actual calle Sierpes reformado en los siglos XVI, XVII y XVIII y que se mantuvo en uso hasta el siglo XIX. Entre los presos hubo personas ilustres del Siglo de Oro Español y se dice que aquí comenzó Cervantes a gestar su obra Don Quijote.

## El edificio y sus reformas
El origen de esa institución sevillana está en el Repartimento que tuvo Sevilla tras la Reconquista de Sevilla por Fernando III en el siglo XIII. En 1418 el edificio se encontraba en ruinas y fue reconstruido a expensas de la noble Guiomar Manuel. Ella era una mujer caritativa que dio fondos para la construcción de la Catedral de Sevilla y está enterrada en ella.
En tiempos del asistente Francisco Chacón y Téllez, entre 1560 y 1566, se acordó añadir al edificio una crujía de fachada y una nueva portada, pero para ello fue preciso derribar unas casas propiedad de la Iglesia. A cambio se les ofreció el Cabildo viejo, situado en el Corral de los Olmos, y una tienda de especias en la Alcaicería. Sin llegar a un acuerdo definitivo con el clero, se derribaron las casas, lo que provocó la excomunión de Francisco Chacón.
Con las gestiones del nuevo asistente, Francisco Hurtado de Mendoza, se pudo llegar a un acuerdo con la Iglesia. La construcción la comenzó el arquitecto Hernán Ruiz II pero, cuando murió el 21 de abril de 1569, fue sucedido en esta tarea por el maestro mayor de obras del cabildo, el napolitano Benvenuto Tortello.
La puerta de la cárcel estaba flanqueada por dos pilastras sobre las cuales estaban los blasones de Francisco Hurtado de Mendoza, conde de Monteagudo de Mendoza y marqués de Almazán. Encima había una lápida con una inscripción conmemorativa. Más arriba estaba el escudo real sostenido por relieves de leones. Rematando el conjunto había una hornacina con un relieve que representaba la Justicia, flanqueado por dos estatuas alegóricas de la Fortaleza y la Templanza.
En 1587 el portugués Vasco Pereira realizó un retablo con una pintura de la Visitación en la puerta de la cárcel.
Diversos arquitectos realizaron reformas en el edificio con posterioridad: en 1616 Juan de Oviedo, entre 1629 y 1630 Andrés de Oviedo y Marcos de Soto, en las décadas de 1650 y 1660 Pedro Sánchez Falconete, entre 1659 y 1660 Pedro del Valle, en las décadas de 1670 y 1680 Acisclo Burgueño y entre 1696 y 1700 Luis de Vega.
En 1716 Juan Navarro realizó un informe con planos del edificio que se conserva en el Archivo Histórico Nacional de Madrid. En el informe decía que el edificio se encontraba ruinoso. En 1732 realizó obras en él Marcos Sancho. Posteriormente, las realizó Cristóbal Portillo Dávila, maestro mayor de la Real Audiencia. En 1752 Pedro de San Martín, maestro mayor del cabildo de la ciudad, propuso restaurar el edificio. El 1 de noviembre de 1755 tuvo lugar el Terremoto de Lisboa y el 2 de noviembre del mismo año la cárcel fue visitada por Francisco Tirado, José Valcárcel y Esteban Paredes. Estos indicaron que la fachada principal amenazaba ruina y que hacían falta reparaciones en el resto del inmueble.

## Los presos
Entre los presos en este lugar estuvieron el fundidor Bartolomé Morel, el pintor y escultor Alonso Cano y el escultor Juan Martínez Montañés.
El escritor Mateo Alemán estuvo preso en esta cárcel y habló de ella en la segunda parte de Guzmán de Alfarache (1604) con las siguientes palabras:

Es un paradero de necios, escarmiento forzoso, arrepentimiento tardo, prueba de amigos, venganza de enemigos, república confusa, infierno breve, muerte larga, puerto de suspiros, valle de lágrimas, casa de locos donde cada uno grita y trata de solo su locura. Siendo todos reos, ninguno se confiesa por culpado, ni su delito por grave

En 1597 Miguel de Cervantes estuvo preso aquí. En el prólogo de Don Quijote (1605) da a entender que concibió al personaje en la cárcel:

Y así, ¿qué podrá engendrar el estéril y mal cultivado ingenio mío sino la historia de un hijo seco, avellanado, antojadizo y lleno de pensamientos varios y nunca imaginados de otro alguno, bien como quien se engendró en una cárcel, donde toda incomodidad tiene su asiento y donde todo triste ruido hace su habitación?

El abogado Cristóbal de Cháves escribió en el siglo XVI en su Relación de la Cárcel de Sevilla lo siguiente sobre la vida de los presos:

la servidumbre [el retrete] que tenía la Cárcel o infierno es tan grande como un estanque grandísimo y con toda la grandeza y ancho que tiene, se saca cada dos meses que no la pueden agotar con cien bestias en otro tanto tiempo: de que resulta que alrededor de la Cárcel nunca deja de haber mucha inmundicia; en ésta se entran huyendo cuando les quieren ejecutar las sentencias de azotes, y se meten en la inmundicia hasta la garganta, haciendo motín y tirando pelladas de aquél sucio barro al verdugo y porteros [...] En cada aposento de los altos que he dicho, hay trescientas o cuatrocientas personas, de que resultan tantos enfermos, por el poco sitio y el peor olor

Otros contemporáneos que escribieron sobre esta prisión fueron Alonso Morgado en Historia de Sevilla (1587) y el jesuita Pedro de León en su Compendio de las cosas tocantes al ministerio de las cárceles (1606).
Juan de Mal Lara cuenta que cuando Felipe II visitó la ciudad en 1570 y su cortejo pasó frente a la prisión se produjo tal griterío entre las reclusas pidiendo clemencia que el rey pidió que el cortejo se detuviera.

## Desaparición
La Cárcel Real estuvo en este lugar hasta 1835, cuando se trasladó al desamortizado convento de los agustinos recoletos de Nuestra Señora del Pópulo, siendo conocida como Cárcel del Pópulo.
El edificio de la calle Sierpes fue derribado y la parcela, de 1667 varas cuadradas, fue objeto de diversos usos. Desde 1905 fue sede del Círculo de Labradores, que se trasladó en 1951 a la calle Pedro Caravaca. Posteriormente hubo aquí unos baños, un hotel y un café. Luego fue sede del Banco Hispano-Americano, tras lo cual fue la sede central de la Caja San Fernando. En la actualidad, es una sede de Caixabank.
En 1905 la Real Academia Sevillana de Buenas Letras colocó una losa con una inscripción que indica que aquí estuvo preso Miguen de Cervantes y que en este lugar engendró Don Quijote. En 1984 se colocó un azulejo que muestra el exterior de la antigua prisión.
En la cercana calle Entrecárceles se situó en 1974 una estatua de Cervantes realizada por Sebastián Santos Rojas.

## Galería

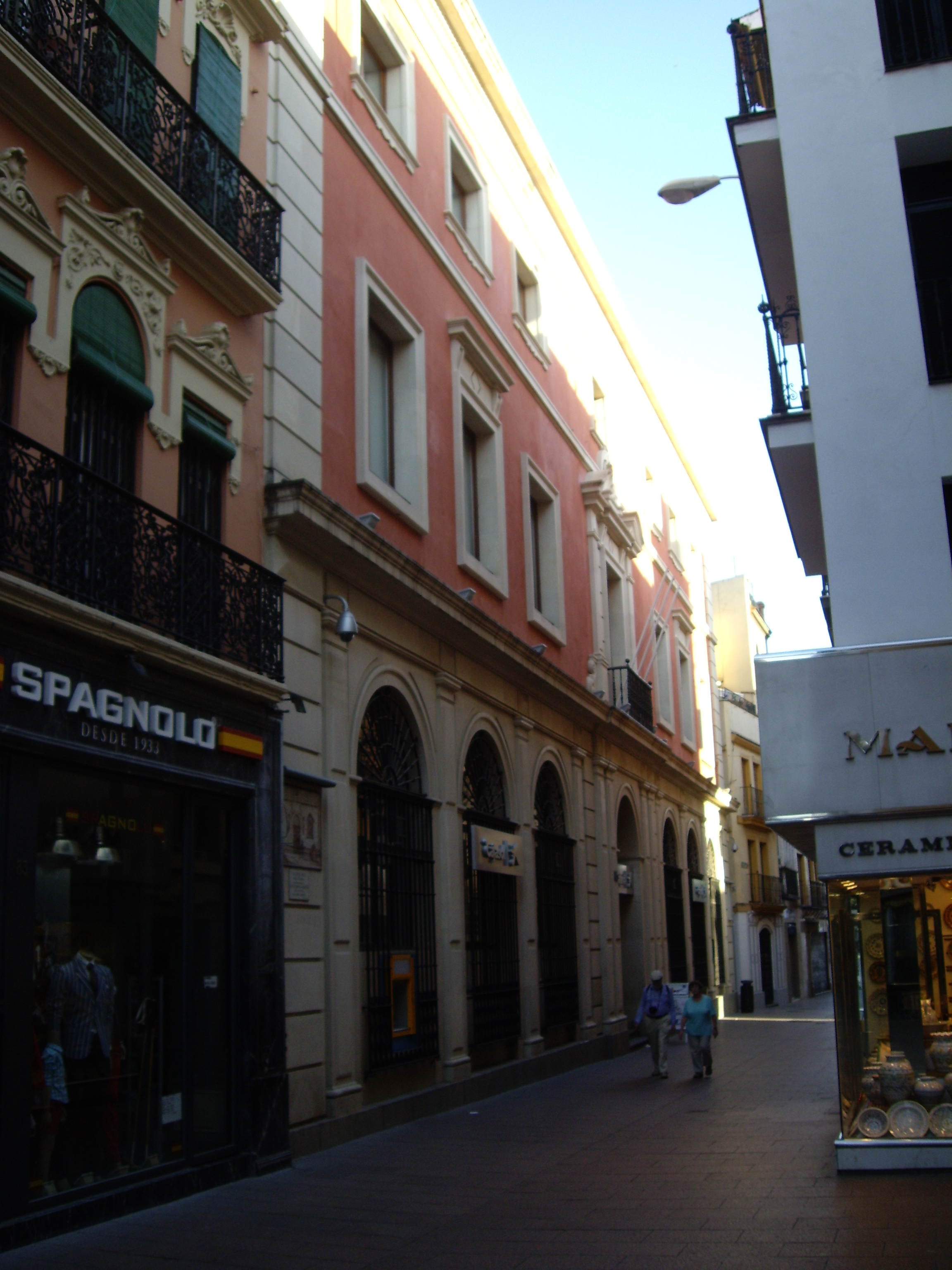
Sede de Caixabank, a la izquierda, donde estuvo la Cárcel Real.
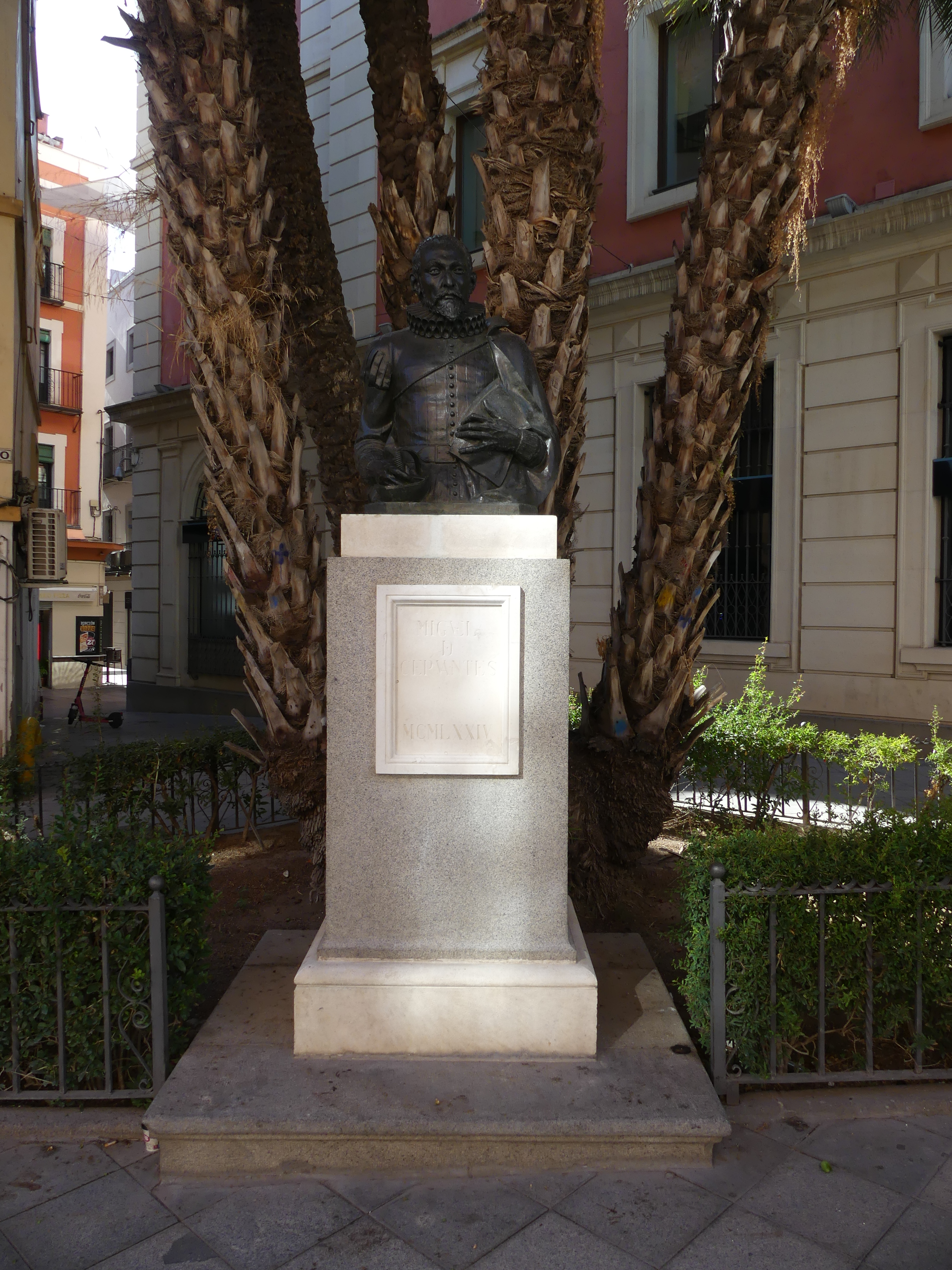
Estatua de Cervantes en la cercana calle Entrecárceles